# Андрей I (епископ Брешиа)
Андрей I (лат. Andreas I; умер в первой половине VIII века) — епископ Брешиа в первой половине VIII века.

## Биография
В списках глав Брешианской епархии Андрей I упоминается как преемник Аполлинария и предшественник Теобальда. Он был епископом в городе Брешиа в первой половине VIII века. Хотя в трудах некоторых авторов приводятся и более точные даты (например, у П.-Б. Гамса это 740—750 годы), они не подтверждаются данными средневековых исторических источников. О деятельности Андрея I никаких свидетельств не сохранилось. В том числе, даже не известно, где он был похоронен.